# Martín Mantovani
Martín Maximiliano Mantovani (Mar del Plata, 7 luglio 1984) è un ex calciatore argentino, di ruolo difensore.

## Carriera

### Club
Il 27 luglio 2013 viene acquistato dalla squadra spagnola del Leganés.